# Ahmad Muhammad Salih

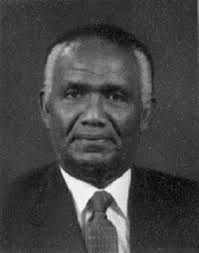
Ahmad Muhammad Salih (1973)

Ahmad Mohammed Salih (geboren 1898 in Omdurman; gestorben 1973) war ein sudanesischer Dichter und Autor der sudanesischen Nationalhymne Nahnu dschund Allah dschund al-watan.

## Leben
Salih studierte an der Universität Khartum, die er 1914 abschloss. Danach begann er, als Lehrer an einer Schule zu arbeiten, und wurde auch ihr Direktor. Auffällig an ihm war seine Vorliebe für die arabische und englische Poesie.
Nach der Unabhängigkeit des Sudans im Jahre 1956 wurde Salih Mitglied des Souveränitätsrates des Sudan.
Der sudanesische Dichter Abdullah Muhammad Omar Al-Banna bezeichnete Salih als den „Dichter der sudanesischen Dichter“, während seine Anhänger und Bewunderer seiner Poesie ihm den „Dichterprofessor“ nannten.